# 烏魯克時期
烏魯克時期（Uruk period，約西元前4000年至前3100年）涵蓋了美索不達米亞地區金石並用時代到早期青銅器時代，接續歐貝德時期而起，而後被傑姆代特奈斯爾時期取代。
烏魯克時期名稱是從蘇美城市中的烏魯克城而來。此時已經有早期的城市生活出現，這點也能在之後的蘇美文化見到。到了烏魯克時期後期，因為商業貿易的發展，烏魯克人開始在泥板上用簡單的符號紀錄商業活動，成為楔形文字的雛型。
這些早期城邦有著強大的政府組織，不過社會階級的分界一直到烏魯克時期後期和早王朝初期才比較明顯。到了烏魯克時期後期，這城市已經約有1平方公里的土地及一萬到兩萬的人口。